# علي أكبر أستاد أسدي
علي أكبر أستاد أسدي مواليد 17 سبتمبر 1965 في تبريز، هو لاعب كرة قدم إيراني دولي سابق كان يلعب كمدافع. اعتزل اللعب عام 2006. سبق له أن لعب في كأس العالم لكرة القدم مع منتخب بلاده. بدأ مسيرته الرياضية عام 1987.

## المسيرة الاحترافية

### أندية لعب لها
- نادي ذوب آهن أصفهان

## روابط خارجية
- علي أكبر أستاد أسدي على موقع الاتحاد الدولي (مؤرشف)  (الإنجليزية)
- علي أكبر أستاد أسدي على موقع قاعدة بيانات كرة القدم.إي يو (الإنجليزية)
- علي أكبر أستاد أسدي على موقع ناشيونال فوتبول تيمز (الإنجليزية)